# Sourn Serey Ratha
Sourn Serey Ratha (tiếng Khmer: សួន សេរីរដ្ឋា; sinh ngày 7 tháng 9 năm 1973) là một chính trị gia phái cộng hòa người Mỹ gốc Campuchia, đồng thời là người sáng lập và là Chủ tịch Đảng Quyền lực Khmer (KPP).
Serey Ratha bị kết tội kích động quân nhân bất tuân thượng lệnh và làm mất tinh thần quân đội dựa trên một thông điệp mà ông cho đăng trên Facebook kêu gọi Quân đội Hoàng gia Campuchia chống lại lệnh thượng cấp. Ông bị kết án 5 năm tù nhưng được Quốc vương Norodom Sihamoni ân xá sau khi thụ án chỉ hơn một năm.  Ông cũng bị tòa án xử phạt 2.500 đô la.